# サラブリー駅
サラブリー駅（サラブリーえき、タイ語:สถานีรถไฟสระบุรี）は、タイ王国中部サラブリー県ムアンサラブリー郡にある、タイ国有鉄道東北本線の駅である。

## 概要
サラブリー駅は、タイ王国中部サラブリー県の県庁所在地であり、人口12万人が暮らすムアンサラブリー郡にある。町の中心部に位置する為、利便性が良い。駅の正面側は北向きであるが、南側も市街地でありにぎやかである。サラブリーとはタイ語で池の街という意味である。
バンコクから113.26km地点に位置し、特急列車利用で1時間50分程度である。1日に32本（16往復）の列車が発着する一等駅であり、特急列車を含む全列車が停車する。その内訳は特急1往復、急行6往復、快速5往復、普通4往復である。
又当駅近辺に石油工場、セメント工場があり、これを輸送する為の貨物列車も頻繁に往来している。バンコクから当駅を含むクルンテープ駅 - ケンコーイ駅間は複線（一部3線）区間である。

## 歴史
タイ最初の官営鉄道であるクルンテープ駅 - アユタヤ駅間が1897年3月26日に開業した。その後ナコンラチャシーマに向け路線を延長し、1897年5月1日に当駅が中間駅として開業した。
- 1897年3月26日 【開業】クルンテープ駅 - アユタヤ駅 (71.08km)
- 1897年5月1日 【開業】アユタヤ駅 - ケンコーイ駅 (54.02km)

## 駅構造
単式及び島式2面の複合型ホーム3面4線をもつ地上駅であり、駅舎はホームに面している。

## 駅周辺
国道2号線まで500m程であり、国道沿いにバスターミナル、ショッピングセンター等がある。
- バスターミナル(500m)
- M-150 サラブリー・スタジアム(4km) （サッカークラブ オーソットサパー・サラブリーFCのホームスタジアム）